# Melithaea occidentalis
Melithaea occidentalis is een zachte koraalsoort uit de familie Melithaeidae. De koraalsoort komt uit het geslacht Melithaea. Melithaea occidentalis werd in 1870 voor het eerst wetenschappelijk beschreven door Duchassaing. 